# Armando de Alencar
Armando de Alencar (Rio Pardo, 28 de março de 1886 — Rio de Janeiro, 10 de Abril de 1953) foi ministro do Supremo Tribunal Federal brasileiro.

## Biografia
É filho do almirante Alexandrino Faria de Alencar e de Amália Murray Simões e Santos de Alencar. Formou-se em Ciências jurídicas e sociais em 1910. É trineto de general francês Pedro Labatut e sobrinho-trineto de Bárbara Pereira de Alencar.
Foi desembargador da Corte de Apelação do (até então) Distrito Federal, no Rio de Janeiro. Em 1937, foi nomeado ministro do Supremo Tribunal Federal, cargo que ocupou até sua aposentadoria, em 1941.
Casou-se com Alice Antunes Maciel Ramos de Alencar, filha de Carlos Ferreira Ramos e de Hermínia Antunes Maciel, ambos membros de famílias tradicionais do Rio Grande do Sul. Teve dez filhos, entre os quais se encontram o general de exército Mário Ramos de Alencar, o almirante Alexandrino Ramos de Alencar e o embaixador Fernando Ramos de Alencar.